# Baie Caledon
La baie Caledon (Caledon Bay) est une baie en Terre d'Arnhem, dans le Territoire du Nord de l'Australie. Elle est connue pour être le domicile d'un groupe de Yolngu qui ont été des acteurs clés dans la crise de la baie Caledon, qui a marqué un tournant dans la relation entre les autochtones et les Australiens non autochtones.